# Trigno
El Trigno és un riu d'Itàlia, que transcorre per les províncies d'Isernia, Chieti i Campobasso, a les regions de Molise i els Abruços, per acabar desembocant a la mar Adriàtica, a Marina de Montenero prop de la localitat de San Salvo. Té 84 km de llargada i una conca de 1200 km². El seu afluent principal és el Treste.
El seu nom antic era Trinius. L'únic autor antic que el menciona és Plini el Vell, i diu que la seva desembocadura era un bon port i refugi per petites naus.